# Vexillum
Vexillum (lat."fane") var hos romerne et stykke tøj, der var fastgjort til en tværstang, som blev båret på en stang. Til forskel fra legionsørnen brugtes vexillum som fane for ryttere og for særlig detacherede afdelinger (vexillarii). Desuden brugtes vexilla til at give signaler af forskellig art.
Det videnskabelige studium af faner og flag, vexillologi, har navn efter vexillum.